# Alison Neilans
Alison Roberta Noble Neilans (1884 - 17 de julio de 1942) fue una suffagette inglesa miembro del comité ejecutivo de Women's Freedom League, miembro de la Church League for Women's Suffrage y de la East London Federation of Suffragettes, donde trabajó con Sylvia Pankhurst . También fue miembro de la junta directiva de la Alianza Internacional de Mujeres. 

## Biografía
Neilans nació en East Dulwich, Surrey, el 19 de junio de 1884. Tuvo una buena vida hasta que su padre murió cuando ella tenía doce años y se vio obligada a trabajar como contable. Fue secretaria financiera de la Women's Freedom League en 1908.
Neilans fue encarcelada tres veces por sus actividades; dos veces, durante un mes en 1908 y una vez, durante tres meses, en 1909. Su tercera sentencia de cárcel fue por verter líquido en las urnas en una elección parcial local. Ella y Alice Chapin arrojaron productos químicos sobre las papeletas en la elección parcial de Bermondsey de 1909 .

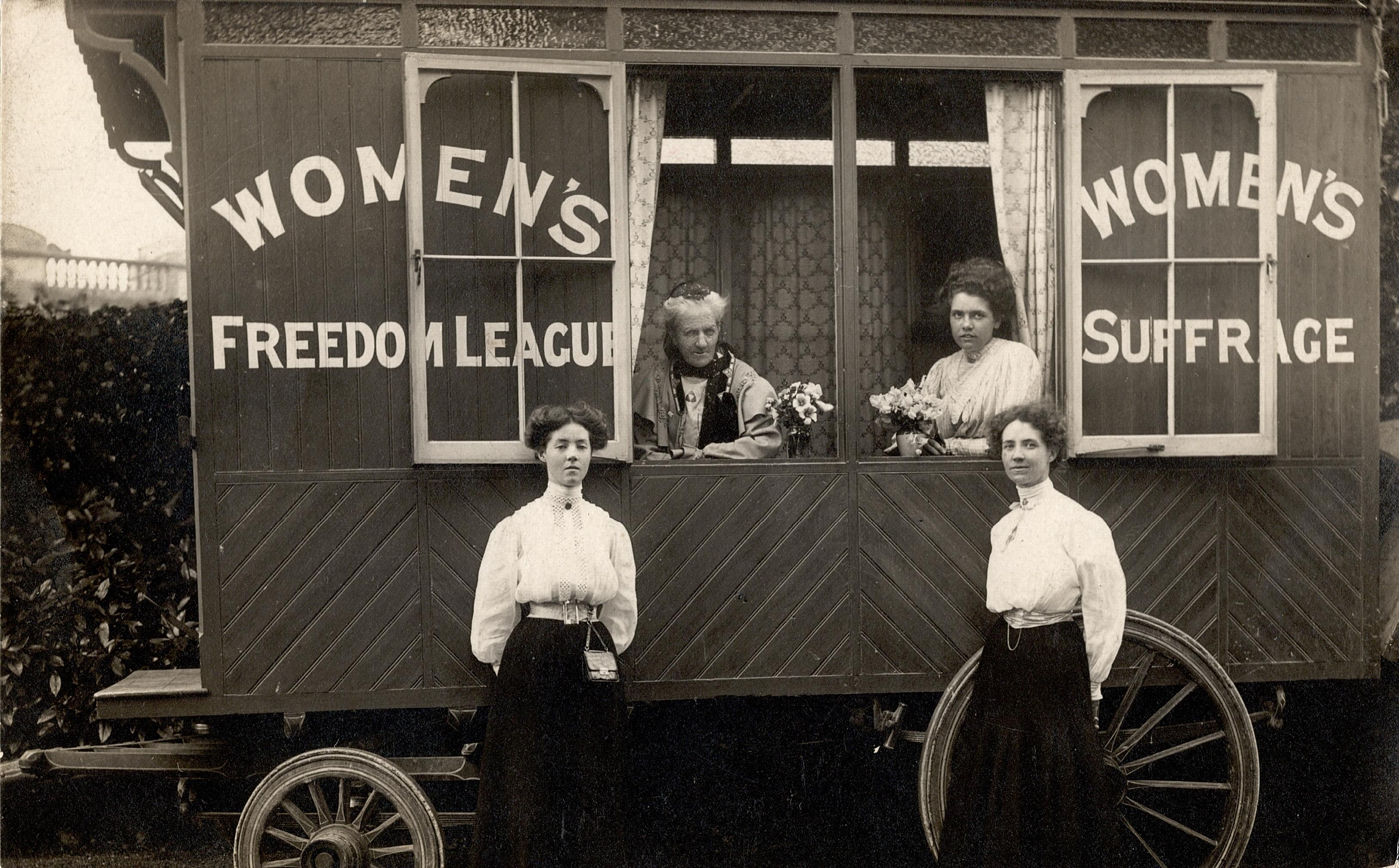
Charlotte Despard y Neilans en la ventana de la caravana en 1908

Chapin logró dañar muchas papeletas y Neilans dañó algunas. Todas las papeletas electorales aún eran legibles y John Dumphreys fue elegido. Sin embargo los productos químicos salpicaron al presidente, George Thorley en su ojo. En su juicio, los médicos dijeron que Thorley podría tener una neblina sobre sus ojos de por vida. Las sufragistas creían que Thorley había exagerado su lesión y que el daño pudo haberse causado cuando se aplicó amoníaco después del incidente en un intento de alivio a causa del pánico.
Chapin y Neilans fueron juzgadas en Old Bailey y Neilans luego publicó un relato de su defensa. Chapin recibió una sentencia mayor que la de Neilans, pero fue liberada dos días después bajo el "Perdón del Rey".